# Sebastián Newdigate
Sebastián Newdigate (Harefield, 7 de septiembre de 1500 - Tyburn, 19 de junio de 1535) fue el séptimo hijo de John Newdigate, un sargento de leyes. Pasó sus primeros años en la corte y más tarde se convirtió en monje cartujo. Fue ejecutado por traición el 19 de junio de 1535, por negarse a aceptar la supremacía de Enrique VIII sobre la Iglesia en Inglaterra. Su muerte fue considerada un martirio y ha sido beatificado por la Iglesia Católica.
La Iglesia católica conmemora su festividad el 19 de junio.

## Familia
Sebastián Newdigate, nacido el 7 de septiembre de 1500 en Harefield (Middlesex), fue el séptimo de catorce hijos de John Newdigate (m. 15 de agosto de 1528), escudero y sargento de leyes en 1510 y sargento de leyes del rey en 1520, y Amphyllis Neville (m. en 1544), hija y heredera de John Neville de Rolleston (Nottinghamshire), «pariente de los condes de Westmorland».
Los nacimientos de Sebastián Newdigate y sus hermanos y hermanas se enumeran en el Cartulario de Newdigate:
- John Newdigate, hijo y heredero, nacido en Whitefriars en Fleet Street, Londres, el 4 de enero de 1490.
- Charles Newdigate, nacido el 10 de julio de 1493.
- William Newdigate, nacido en Whitefriars el 3 de febrero de 1495.
- Jane Newdigate (m. 7 de julio de 1571), nacida en Harefield (Middlesex) el 18 de agosto de 1496. Jane Newdigate se casó con Sir Robert Dormer y fue la abuela de Jane Dormer.[5]
- Mary Newdegate, nacida en Harefield el 21 de septiembre de 1497.
- Barbara Newdigate, nacida en White Friars el 4 de noviembre de 1498.
- Sebastián Newdigate, nacido en Harefield el 7 de septiembre de 1500. La entrada registra que sus padrinos fueron William Bynchester, George Osborne y Joan Weddon, y que «después se convirtió en un delicado cortesano».
- Anthony Newdigate, nacido en Harefield el 17 de noviembre de 1502.
- Silvester Newdigate, nacido en Harefield el 16 de enero de 1504.
- Dorothy Newdigate, nacida en Harefield el 20 de junio de 1505.
- George Newdigate, nacido en Harefield el 26 de abril de 1507.
- Sybil Newdigate, nacida en Harefield el 3 de julio de 1509.
- Dunstan Newdigate, nacido en Harefield el día de San Dunstan, el 19 de mayo de 1510.
- Bonaventure Newdigate nació el mismo año y día que Dunstan Newdigate.

## Vida
Newdigate se educó en la corte y es posible que hubiera estudiado en Cambridge. Se convirtió en miembro de la Cámara Privada de Enrique VIII y se dice que disfrutó del favor del rey.
Según Bainbridge, Newdigate se casó con Katherine Hampden, viuda de Henry Ferrers e hija de Sir John Hampden de Great Hampden, con quien tuvo dos hijas, Amphyllis y Elizabeth. En cambio Crisp afirma que Newdigate se casó con una esposa no identificada que murió en 1524, tuvo una única hija, Amphyllis, que se casó con Thomas Breme después del 3 de septiembre de 1545.
Sin embargo, Hendriks y Doreau dudan de que Newdigate alguna vez se casse, y Richardson afirma que la supuesta esposa de Newdigate, Katherine Hampden, viuda de Henry Ferrers e hija y heredera de Sir John Hampden, en realidad se casó con un miembro diferente de la familia Newdigate, Thomas Newdigate, caballero, de Wivelsfield (Sussex), hijo de Walter Newdigate.
Se dice que Newdigate ingresó en la Cartuja de Londres, un priorato cartujo, después de la muerte de su esposa en 1524. Sin embargo, es poco probable que la admisión de Newdigate como postulante haya ocurrido antes del 24 de octubre de 1526, cuando el Rey le concedió una tutela.
No mucho después de que Newdigate se convirtiera en novicio, su hermana, Jane, que en 1512 se había casado con Sir Robert Dormer de Wing (Buckinghamshire), visitó al prior, William Tynbygh, para expresar su preocupación sobre la idoneidad de Newdigate para la rigurosidad de la vida monástica, tras haber pasado sus primeros años en la corte. A pesar de las dudas de su hermana, Newdigate permaneció en la Cartuja. Fue ordenado diácono el 3 de junio de 1531 y fue ordenado sacerdote antes de su muerte.
En 1534, Enrique VIII exigió a sus súbditos que hicieran el Juramento de Sucesión reconociendo a Ana Bolena como su legítima esposa. Newdigate firmó el juramento «en la medida en que la ley de Dios lo permita» el 6 de junio de 1534. Sin embargo, la comunidad de la Cartuja de Londres se negó a aceptar la asunción de supremacía del rey sobre la iglesia inglesa, y el 4 de mayo de 1535 el prior de la Cartuja, Juan Houghton, fue ejecutado, junto con otros dos priores cartujos, Roberto Lawrence y Augustín Webster, priores respectivamente de Beauvale y Axholme.
Newdigate y otros dos monjes, Humphrey Middlemore y William Exmew, fueron arrestados el 25 de mayo de 1535 por negar la supremacía del rey y encarcelados en Marshalsea, donde permanecieron durante catorce días atados a pilares, de pie, con grilletes de hierro en el cuello, manos y pies. Newdigate fue visitado allí por el Rey, quien se dice que vino disfrazado y que se ofreció a cargar a Newdigate con riquezas y honores si se conformaba. Luego fue llevado ante el Consejo Privado y enviado a la Torre de Londres, donde Henry lo visitó nuevamente, pero no pudo hacerle cambiar de opinión. Los tres monjes fueron condenados a muerte por traición el 11 de junio, y el 19 de junio fueron arrastrados a Tyburn sobre vallas, colgados, descuartizados y cuarteados. Sus restos se exhibieron en varios lugares de Londres.
Este proceso de desgaste iba a reclamar como víctimas no menos de quince de los cartujos de Londres.
Se dice que el coraje de Newdigate inspiró a miembros de su familia, así como a otros, a permanecer firmes en su catolicismo. Junto con los otros miembros de su orden, que sufrieron el martirio en este momento, Newdigate fue beatificado por el papa León XIII el 9 de diciembre de 1886.